# Gonzalo Carou
Gonzalo Carou (Buenos Aires, 15 de agosto de 1979) es un jugador argentino de balonmano que se desempeña como pívot en el Balonmano Sariegos. Formó parte de la selección de balonmano de Argentina.
Participó en los Juegos Olímpicos de Londres 2012, Río de Janeiro 2016 y Tokio 2020.
Compitió en varios mundiales. Su debut se produjo en el Campeonato Mundial de 2001. Además, compitió en los Campeonatos Mundiales de Portugal 2003, Túnez 2005, Alemania 2007, Croacia 2009, Suecia 2011, España 2013, Catar 2015, Francia 2017, Alemania-Dinamarca 2019 y Egipto 2021.
A nivel continental, estuvo presente en todas las medallas de oro conseguidas por la Selección, en los Juegos Panamericanos (Guadalajara 2012 y Lima 2019), en los Campeonatos Panamericanos (Sao Bernardo do Campo 2000, Buenos Aires 2002, Santiago 2004, Santiago 2010, Almirante Brown 2012, Canelones 2014 y Nuuk 2018) y en el Torneo Sur y Centroamericano Maringá 2020.
Fue parte de algunos de los hitos más destacados de su selección y en 2012 fue el primer jugador de handball en ser declarado Personalidad Destacada del Deporte de la ciudad de Buenos Aires.
Tras competir en los Juegos Olímpicos de Tokio 2020, Gonzalo se retiró de la Selección nacional.

## Palmarés internacional
| Juegos Panamericanos                      | Juegos Panamericanos | Juegos Panamericanos | Juegos Panamericanos |
| Año                                       | Lugar                | Medalla              |                      |
| ----------------------------------------- | -------------------- | -------------------- | -------------------- |
| 2003                                      | Santo Domingo        | Medalla de plata     |                      |
| 2007                                      | Río de Janeiro       | Medalla de plata     |                      |
| 2011                                      | Guadalajara          | Medalla de oro       |                      |
| 2015                                      | Toronto              | Medalla de plata     |                      |
| 2019                                      | Lima                 | Medalla de oro       |                      |
| Campeonato Panamericano                   |                      |                      |                      |
| Año                                       | Lugar                | Medalla              |                      |
| 2000                                      | Brasil               | Medalla de oro       |                      |
| 2002                                      | Argentina            | Medalla de oro       |                      |
| 2004                                      | Chile                | Medalla de oro       |                      |
| 2006                                      | Brasil               | Medalla de plata     |                      |
| 2010                                      | Chile                | Medalla de oro       |                      |
| 2012                                      | Argentina            | Medalla de oro       |                      |
| 2014                                      | Uruguay              | Medalla de oro       |                      |
| 2016                                      | Argentina            | Medalla de bronce    |                      |
| 2018                                      | Groenlandia          | Medalla de oro       |                      |
| Campeonato Sudamericano y Centroamericano |                      |                      |                      |
| Año                                       | Lugar                | Medalla              |                      |
| 2020                                      | Brasil               | Medalla de oro       |                      |
| Juegos Suramericanos                      |                      |                      |                      |
| Año                                       | Lugar                | Medalla              |                      |
| 2018                                      | Cochabamba           | Medalla de plata     |                      |

## Clubes
- Juventud Deportiva Arrate (2001-2008)[4]
- Ademar León (2008-2014)
- Istres OPH (2014-2015)[5]
- Ademar León (2015-2020)
- Puerto Sagunto (2020-2021)
- Balonmano Base Oviedo (2021- )[6]
- Balonmano Sariegos (2024)

## Palmarés

### Premios individuales
- Mejor Defensor de la Liga ASOBAL (1): 2019-2020

- Premio Konex -Diploma al Mérito- (2020)